# Ricardo Antonio Guerra
Ricardo Antonio Guerra (Chilecito, 13 de junio de 1959) es un contador público y político argentino del Partido Justicialista, que se desempeñó como senador nacional por la provincia de La Rioja desde 2021 hasta 2023.

## Biografía
Nació en Chilecito (La Rioja) en 1959 y se recibió de contador público en la Universidad Nacional de La Rioja en 1982, donde también realizó una maestría en relaciones internacionales en 2007 y ejerció como docente. Ha sido miembro del Consejo Profesional de Ciencias Económicas de la Provincia de La Rioja.
Desarrolló su carrera temperana en el Banco de La Rioja. En la gobernación de Bernabé Arnaudo, fue funcionario del Ministerio de Hacienda provincial desde 1993, llegando a ser secretario de Hacienda. En la gobernación de Ángel Maza ejerció diversas funciones en la secretaría de Asuntos Municipales y Desarrollo Regional desde 1996 y en 1998 volvió a ser secretario de Hacienda. En 2007, en el último año de mandato de Maza, asumió como ministro de Hacienda provincial. Continuó al frente de dicha cartera ministerial durante los mandatos de Luis Beder Herrera (2007-2015) y en el gobierno de Sergio Casas, desde 2015 hasta su renuncia en junio de 2018.
En las elecciones legislativas de 2017 fue candidato suplente a senador nacional en la provincia de La Rioja, en la lista del Frente Justicialista Riojano encabezada por Carlos Saúl Menem y María Florencia López. En febrero de 2021, tras el fallecimiento de Menem, a López le correspondió asumir en el Senado, pero declinó para continuar como vicegobernadora de La Rioja. A raíz de ello, a Guerra le correspondió asumir la banca en la cámara alta para completar el período de Menem hasta 2023.
En la Cámara alta, integró el bloque del Frente de Todos. Se desempeñó como vicepresidente de la comisión de Coparticipación Federal de Impuestos; e integró como vocal la comisión de Deporte y la comisión bicameral de Control de los Fondos de Seguridad Social.